# Чкаловка (Вірменія)
Чкаловка (вірм. Չկալովկա) — село в марзі Гегаркунік, на сході Вірменії. Село розташоване на березі озера Севан на трасі Єреван- Севан — Мартуні — Варденіс, за 7 км на південний схід від міста Севан, за 26 км на північний захід від міста Гавар, за 4 км на схід від села Лчашен та за 4 км на захід від села Норашен.

## Назва
Село отримало свою назву на честь радянського льотчика Валерія Чкалова. До 1946 року мало назву Александровка (вірм. Ալեքսանդրովկա, рос. Александровка).